# セマン川
セマン川（セマンがわ、英語: Seman、アルバニア語: Semani）は、アルバニア西部を流れる川であり、アルバニアの水路システム上最も重要な川のひとつである。オスム川とデヴォル川との合流点より下流がセマン川と呼ばれる。クチョヴァ県・クチョヴァの西北を流れ、フィエル付近を流下し、フィエル県・Topojë付近でアドリア海に注いでいる。 

## 支流
- ジャニツァ川
- オスム川
- デヴォル川